# NGC 1098
NGC 1098 je galaksija u zviježđu Eridan.

## Vanjske poveznice
- SEDS: NGC 1098